# HMCS Haida

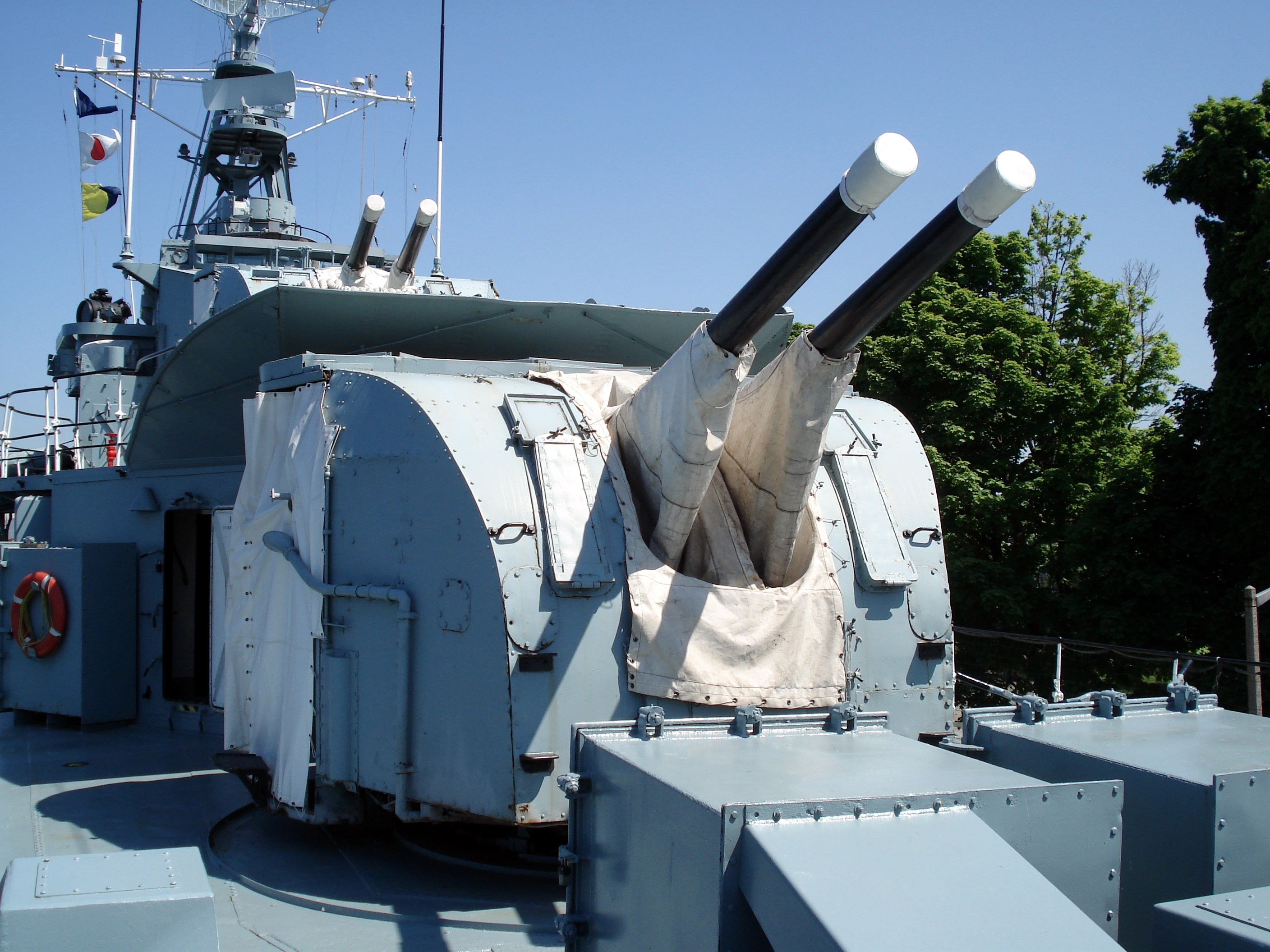
Działa 102 mm HMCS Haida

HMCS Haida – niszczyciel kanadyjski typu Tribal, jedyny zachowany okręt tego typu, zwodowany w 1941, który służył w kanadyjskiej marynarce (Royal Canadian Navy) podczas II wojny światowej i wojny koreańskiej. 24 czerwca 1944 na wodach kanału La Manche współuczestniczył w zatopieniu U-Boota U-971.
W 1963 został wycofany ze służby i stał się okrętem muzeum. Przez wiele lat stał zacumowany w Toronto. W 2002 został przejęty przez Parks Canada (Kanadyjskie Parki Narodowe) i po gruntownym remoncie znalazł nową siedzibę w Hamilton, gdzie jest główną atrakcją odnowionego nabrzeża w centrum miasta.

## Uzbrojenie

### Początkowe
- 6 × 120 mm
- 2 × 102 mm
- 4 × 40 mm
- 10 × 20 mm
- 4 × 533 mm wyrzutnie torpedowe
- bomby głębinowe

### Z lat 50. XX wieku
- 4 × 102 mm
- 2 × 76 mm / 50 kalibrów
- 4 × 40 mm Bofors
- 2 x podwójne Oerlikon 20 mm
- 2 x moździerze przeciwpodwodne Squid
- 4 × 533 mm wyrzutnie torpedowe